# Jacques Combet
Pour les articles homonymes, voir Combet.
Jacques Combet, né le 13 novembre 1920 à Nîmes et mort le 14 juillet 1993 à Évry, est un dessinateur et graveur français. 

## Biographie
Ses parents, Georges Combet et Marie-Louise Rousset, s'installent avec lui à Paris. Il étudie aux Beaux-Arts et dans l'atelier de gravure en taille-douce de l'École Estienne.
Il poursuit ensuite son apprentissage chez un graveur cartographe et grave alors de nombreuses cartes des fonds marins pour le Ministère de la Marine. Après la Seconde Guerre mondiale, il reprend l'activité de son maître Vavasseur. Il se consacre alors à la gravure et à la création de timbres postaux. 
En 1950, Albert Decaris lui propose de graver l’entourage de son timbre "Vue de Paris" (Poste aérienne), un cartouche aux détails compliqués, et lui demande de le cosigner.
Raoul Serres (graveur de timbres-poste) lui confie en 1951, en accord avec les services philatéliques monégasques, la gravure de la vignette « 2 francs » de la série Anno Santo de Monaco. En 1958, il réalise seul son premier timbre, dessin et gravure, à l'effigie de Claude-Louis Berthollet (Y.T. 1149), et la série des villes sinistrées : Maubeuge, Sète, Saint-Dié, Le Havre. Ces quatre timbres, qui représentent des villes reconstruites, sont dessinés dans un esprit moderne s’appuyant sur les lignes droites et graphiques de l’architecture de cette époque. Les couleurs employées, vives, mettent en valeur ces lignes. 
Il réalise plus de 1 300 timbres, dessinés et gravés, ou gravés seulement sur des thèmes d’autres artistes. Il produit également plusieurs gravures de billets pour la Banque de France.
Il intervient aussi comme graveur pour des artistes voulant éditer des livres imprimés en taille-douce : Dali, Leonor Fini, Bellmer, Fujita…,.
Jacques Combet n'était pas seulement graveur de timbres-poste. Dans les années soixante-dix, en tant que graphiste, il avait ouvert son propre studio graphique "Studio Jacques Combet" et travaillait pour la société Pathé-Marconi pour laquelle il créait des pochettes de disques.
En 2003, la Société philatélique de Mennecy l'expose au Parc de Villeroy du 24 janvier au 1er février 2004. Annoncée depuis le 28 octobre par une flamme philatélique mise en place par la Poste de Mennecy et dessinée par son fils Alain Combet, on peut y voir la collection des timbres qu'il a gravés ou dessinés et des spécimens de billets de banque qu'il a gravé pour la banque de France, pour de nombreux pays comme l’Algérie ou la Tunisie, les Territoires et Départements d’Outre-Mer. Y sont aussi exposées de nombreuses gravures personnelles et des aquarelles.
Il meurt le 14 juillet 1993 à Évry.